# 沼知福三郎
沼知 福三郎（ぬまち ふくさぶろう、1898年5月4日 - 1982年9月14日）は、日本の機械工学者。現在の茨城県常陸太田市出身。
茨城県立太田中学校（現在の茨城県立太田第一高等学校）を経て東京高等工業高校（現在の東京工業大学）に進み、1922年3月に東北帝国大学卒業。1931年5月から文部省の在外研究員としてドイツへ留学したのち、1934年3月に東北帝国大学工学部の教授となった。1943年には、同大学に新たに設置された高速力学研究所の初代所長となる。1950年、「翼型の空洞現象に関する研究」により日本学士院賞を受賞。1976年11月、文化功労者として表彰される。

## 略歴
- 1930年 - 東北帝大工学博士「「プロペラタービン」及ビ「プロペラポンプ」の理論(英文)/「プロペラタービン」及「プロペラポンプ」の水力効率ニ就テ(英文)/「プロペラポンプ」ニ就テ(英文)」
- 1934年 - 東北帝国大学工学部教授
- 1943年 - 東北帝国大学高速力学研究所長
- 1950年 - 日本学士院賞受賞
- 1965年 - 日本学士員会員
- 1976年 - 文化功労者